# Jenson Button
Jenson Alexander Lyons Button (n. 19 ianuarie 1980, Frome, Anglia, Regatul Unit) este un fost pilot britanic de Formula 1, campion mondial în 2009. A debutat în Formula 1 în 2000 la echipa Williams, pentru ca, în 2006, în monopostul echipei Honda, să obțină prima sa victorie, la Budapesta. În 2009, la Brawn GP, a câștigat șase dintre primele șapte curse ale sezonului la finele căruia a devenit în premieră campion mondial.

## Copilăria
Jenson Button s-a născut în orașul britanic Frome, în districtul Somerset. Tatăl său, John Button, a fost pilot de raliuri. Jenson are trei surori mai mari, Tania Katrina (născută în 1967), Samantha Chantal (născută în 1970) și Natasha Michelle (născută în 1973). La vârsta de opt ani, a primit din partea tatălui său un kart, și a început să participe în competiții, în 1991 câștigând toate cele 34 de curse ale Campionatului Britanic de Karting pentru cadeți.

## Debutul la profesionism
La vârsta de 18 ani, Button a participat în Formula Ford Britanică, devenind campion după ce s-a impus în nouă curse. În 1999, a făcut pasul spre Formula 3, unde a obținut trei victorii în primul sezon, fiind desemnat cel mai bun debutant.

## Formula 1

### Williams
La finalul anului 1999 a dat o probă pentru locul rămas liber la Williams după plecarea lui Alex Zanardi. Patronul echipei, Frank Williams, a organizat un concurs între Button și Bruno Junqueira, iar englezul a câștigat cursa devenind al doilea pilot al echipei. A debutat în sezonul 2000, încheind pe locul opt în clasamentul piloților. Cea mai bună performanță a fost obținută în Belgia unde s-a clasat pe locul trei în calificări și pe locul cinci în cursă.

### Benetton
În 2001, a pilotat pentru echipa italiană Benetton, deși era în continuare sub contract cu Williams. Sezonul său a fost modest, Button încheind pe locul 17 în ierarhia piloților.

### Renault
Din 2002, echipa Benetton a fost redenumită Renault F1, constructorul francez devenind acționar majoritar. În Malaezia, Button obține cel mai bun rezultat al carierei, locul patru, fiind aproape de un prim podium, pe care îl ratează în ultimul tur în care este depășit de Michael Schumacher. La finalul stagiunii se clasează pe locul șapte la general.

### BAR
La începutul anului 2003 își pierde locul la Renault, fiind preferat Fernando Alonso, dar se alătură echipei BAR unde îl are coechipier pe fostul campion mondial Jacques Villeneuve. În primul sezon, cel mai bun rezultat este locul patru în Austria, pentru ca în 2004, după îmbunătățiri aduse mașinilor, Button să urce în premieră pe podium, ocupând locul trei în Malaezia. În San Marino, britanicul avea să obțină primul pole-position al carierei, însă în cursă s-a clasat doar al doilea. A încheiat sezonul pe locul trei în clasamentul piloților.
Anul 2005 a început slab, fiind chiar descalificat în calificările din San Marino, dar la jumătatea stagiunii, în Canada, Button a obținut al doilea pole-position. Avea să încheie sezonul doar al nouălea.

### Honda

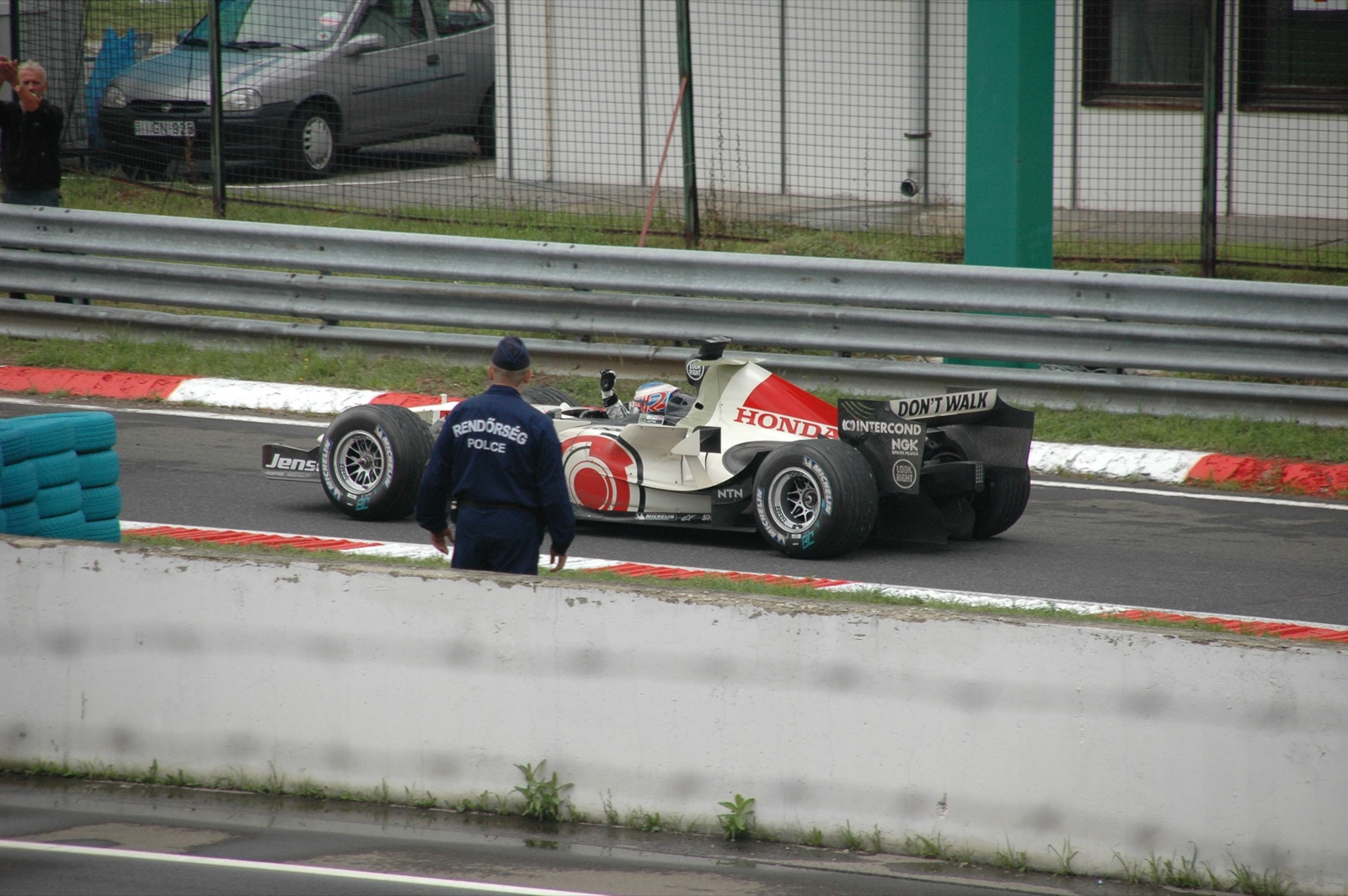
Victoria lui Button în Ungaria

Din 2006, echipa BAR a fost cumpărată în întregime de constructorul japonez Honda, și Button a fost păstrat între titulari. Sezonul a avut suișuri și coborâșuri, de la o pornire din prima poziție a grilei de start în Australia, la o clasare doar pe 19 la Silverstone.
La Budapesta, britanicul avea să obțină prima victorie din carieră, la al 113-lea Mare Premiu la care a participat. Într-o cursă afectată de ploaie, Button a pornit al 14-lea pe grila de start, pentru ca după 10 tururi să ajungă pe patru. După ce Kimi Raikkonen și Fernando Alonso, aflați înaintea sa, au fost nevoiți să abandoneze, Button a reușit să urce pe primul loc și să-și păstreze poziția până la final.
La finalul sezonului 2006, Button a încheiat pe locul șase la piloți, dar în următorii doi ani echipa Honda a avut evoluții tot mai slabe, britanicul acumulând doar nouă puncte în cele două sezoane, iar coechipierul său, Rubens Barrichello, după ce în 2007 nu a obținut niciun punct, în 2008 avea să strângă 11 puncte, cele mai multe în Canada unde a încheiat pe 3.

### Brawn-GP
Din cauza crizei economice, constructorul japonez Honda a anunțat la începutul anului 2009 că echipa de Formula 1 este de vânzare. Echipa a fost cumpărată de fostul inginer de la Ferrari, Ross Brawn, pentru suma de o liră sterlină. Button și Barrichello au fost confirmați piloții pentru 2009.
Începutul a fost perfect, în Australia cei doi reușind dubla, cu Button învingător. A urmat încă o victorie, în Malaezia, pentru ca în China să încheie pe locul trei. Campionatul a continuat perfect pentru britanic, învingător în următoarele patru curse consecutive, în Bahrain, Spania, Monte Carlo și Turcia. Din acest moment, Button se instalase confortabil la șefia ierarhiei generale, și fără a mai obține vreo victorie până la final, avea să devină campion mondial, păstrând titlul suprem în Marea Britanie, deoarece i-a succedat conaționalului său, Lewis Hamilton.

### McLaren
După ce echipa Brawn GP a fost vândută spre constructorul german Mercedes, Button a decis să părăsească echipa și a semnat un contract cu McLaren, unde îl are coechipier pe compatriotul său Lewis Hamilton. Salariul său la noua echipă este de șase milioane de lire sterline pe sezon.

## Cariera în Formula 1

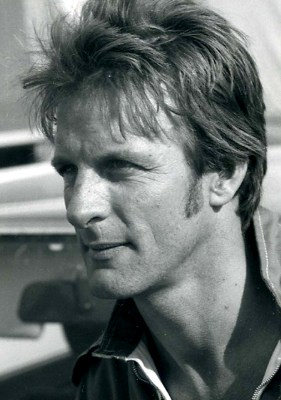
John Button, tatăl lui Jenson Button

| Sezon | Echipă                            | Puncte | Loc clasament general |
| ----- | --------------------------------- | ------ | --------------------- |
| 2000  | BMW WilliamsF1 Team               | 12     | 8                     |
| 2001  | Mild Seven Benetton Renault       | 2      | 17                    |
| 2002  | Mild Seven Renault F1 Team        | 14     | 7                     |
| 2003  | Lucky Strike BAR Honda            | 17     | 9                     |
| 2004  | Lucky Strike BAR Honda            | 85     | 3                     |
| 2005  | Lucky Strike BAR Honda            | 37     | 9                     |
| 2006  | Lucky Strike Honda Racing F1 Team | 56     | 6                     |
| 2007  | Honda Racing F1 Team              | 6      | 15                    |
| 2008  | Honda Racing F1 Team              | 3      | 18                    |
| 2009  | Brawn GP F1 Team                  | 95     | 1                     |
| 2010  | Vodafone McLaren Mercedes         | 214    | 5                     |
| 2011  | Vodafone McLaren Mercedes         | 270    | 2                     |
| 2012  | Vodafone McLaren Mercedes         | 188    | 5                     |
| 2013  | Vodafone McLaren Mercedes         | 73     | 9                     |

## Cariera în Motor Sport
| Sezon | Competiție            | Puncte | Loc clasament general |
| ----- | --------------------- | ------ | --------------------- |
| 1999  | British Formula Three | 168    | 3                     |

## Viața personală
Jenson Button are reședința la Guernsey, dar deține proprietăți și în Marea Britanie și Bahrein. Între hobbiurile sale se numără mountain-bike și colecțiile de mașini.